# Liste der Generalsekretäre des Millî Güvenlik Kurulu
Dies ist eine Liste der Generalsekretäre des Nationalen Sicherheitsrats der Türkei (Millî Güvenlik Kurulu).
| Berufung      | Generalsekretär         | Foto | Bemerkung | Ernennung durch          | Entlassung    |
| ------------- | ----------------------- | ---- | --- | ------------------------ | ------------- |
| 9. Apr. 1938  | Mehmet Tevfik Erdönmez  |      | Generalmajor | Celâl Bayar              | 28. Aug. 1939 |
| 28. Aug. 1939 | Galip Türker            |      | Generalleutnant | Refik Saydam             | 13. Juni 1940 |
| 13. Juni 1940 | M. Rasim Aktağun        |      | Generalleutnant | Refik Saydam             | 21. Apr. 1941 |
| 1. Apr. 1942  | Hüseyin Avni Üler       |      | Generalmajor | Ahmet Fikri Tüzer        | 9. Aug. 1942  |
| 18. März 1943 | Mümtaz Aktay            |      | Generalleutnant | Ahmet Fikri Tüzer        | 1. Mai 1945   |
| 3. Mai 1945   | Mehmet Rıfat Mataracı   |      | Generalleutnant (* 1889 Bosna†1949 in Istanbul) | Ahmet Fikri Tüzer        | 14. Juli 1945 |
| 28. Feb. 1946 | Muzaffer Ergüder        |      | Generalleutnant (* 1886 in Bursa † 19. Februar 1962) | Recep Peker              | 10. Apr. 1946 |
| 10. Apr. 1946 | Fuat Erdem              |      | Generalleutnant | Recep Peker              | 14. Juli 1948 |
| 27. Sep. 1948 | Kurtcebe Noyan          |      | Generalleutnant (* 1888 in Sivas † 7. Mai 1951 in Ankara), war ein türkischer Militär, verheiratet zwei Kinder. 1909: Abitur, 1911: Waffenschule, 1920: Militärakademie. 1937: Brigadegeneral, Stellvertretender Kommandeur der 2. Kavallerie-Division, 1938: Generalmajor, Generalkommando der 2. Kavallerie-Division und Stellvertretender Kommandeur des 5. Korps, 1941: Generalleutnant, Stellvertretender Kommandeur des 5. Armeekorps, im Generalstabs des Heeres, 1946: General der 3. Armee, Generalsekretär des Obersten Verteidigungsrates und Mitglied des Obersten Militärrates. Ab 6. Juni 1950: Kommandant der Landstreitkräfte. | Hasan Saka               | 1. Juli 1949  |
| 25. Mai 1950  | Yümnü Üresin            |      | Generalleutnant (* 1898 in Harput † 30. Mai 1961) | Adnan Menderes           | 6. Juni 1950  |
| 11. Juli 1949 | Kurtcebe Noyan          |      | Generalleutnant | Şemsettin Günaltay       | 28. Apr. 1950 |
| 13. Juni 1950 | Mahmut Berköz           |      | General | Adnan Menderes           | 6. Sep. 1951  |
| 4. Okt. 1951  | İzzet Aksalur           |      | General | Adnan Menderes           | 5. Nov. 1952  |
| 5. Nov. 1952  | Nazmi Ataç              |      | Generalleutnant | Adnan Menderes           | 29. Sep. 1955 |
| 24. Jan. 1956 | Mehmet Enver Aka        |      | Generalmajor | Adnan Menderes           | 29. Aug. 1956 |
| 4. Sep. 1956  | Selahattin Selışık      |      | General | Adnan Menderes           | 31. Juli 1959 |
| 10. Sep. 1959 | Vedat Garan             |      | General | Adnan Menderes           | 4. Aug. 1960  |
| 16. Sep. 1960 | Celal Erikan            |      | Generalmajor | Cemal Gürsel             | 28. Nov. 1960 |
| 29. Nov. 1960 | Mahmut Demircioğlu      |      | Einrichten. Oberst | Cemal Gürsel             | 12. Feb. 1961 |
| 13. Feb. 1961 | Tarık Demiroğlu         |      | Einrichten. Oberst | Emin Fahrettin Özdilek   | 24. Sep. 1961 |
| 25. Sep. 1961 | Nüzhet Akıncılar        |      | Generalmajor | Emin Fahrettin Özdilek   | 18. Okt. 1961 |
| 23. Nov. 1961 | M. Şevket Ozan          |      | Brigadegeneral | Emin Fahrettin Özdilek   | 14. Aug. 1962 |
| 14. Aug. 1962 | Refet Ülgenalp          |      | Generalleutnant | İsmet İnönü              | 11. Juli 1966 |
| 18. Juli 1966 | Kemalettin Gökakın      |      | General | Suad Hayri Ürgüplü       | 30. Aug. 1969 |
| 30. Aug. 1969 | Haydar Olcaynoyan       |      | Admiral | Suad Hayri Ürgüplü       | 30. Aug. 1970 |
| 28. Aug. 1970 | Emin Alpkaya            |      | Armeegeneral, Türkische Luftstreitkräfte (* 1919 in Niğde 22. März 1985) verheiratet, zwei Kinder, Militärakademie und Luftwaffenakademie. Militärattaché in Paris, Vertreter bei CENTO | Suad Hayri Ürgüplü       | 28. Aug. 1972 |
| 28. Aug. 1972 | Nahit Özgür             |      | Armeegeneral, Türkische Luftstreitkräfte | Ferit Melen              | 30. Aug. 1975 |
| 24. Aug. 1975 | Namık Kemal Ersun       |      | General (* 1915 in Istanbul – 31. Dezember 1988) 1932: Bursa Lichter Military High School, 1935: Militärakademie, 1937: Artillerieschule, 1944: Militärakademie. | Süleyman Demirel         | 1. Jan. 1976  |
| 5. Jan. 1976  | Nurettin Ersin          |      | General | Süleyman Demirel         | 30. Aug. 1977 |
| 5. Sep. 1977  | Tahsin Şahinkaya        |      | Armeegeneral, Türkische Luftstreitkräfte | Süleyman Demirel         | 24. Aug. 1978 |
| 25. Aug. 1978 | Arif Akdoğanlar         |      | Admiral | Mustafa Bülent Ecevit    | 8. Aug. 1980  |
| 18. Aug. 1980 | Halil Sözer             |      | Armeegeneral, Türkische Luftstreitkräfte | Bülent Ulusu             | 8. Okt. 1980  |
| 8. Okt. 1980  | Talat Çetineli          |      | Generalleutnant | Bülent Ulusu             | 30. Aug. 1981 |
| 24. Aug. 1981 | Halit Nusret Toroslu    |      | Armeegeneral, Türkische Luftstreitkräfte | Bülent Ulusu             | 30. Aug. 1985 |
| 19. Aug. 1985 | Orhan Karabulut         |      | Admiral (* 1927 in İzmit) 1948: Abitur an der Marineakademie, 1964 Studium an der Marineakademie, 1990 in den Ruhestand versetzt. | Turgut Özal              | 20. Aug. 1986 |
| 21. Aug. 1986 | Hüsnü Çelenkler         |      | General Befehlshaber der 4. Armee | Turgut Özal              | 30. Aug. 1987 |
| 26. Aug. 1987 | İrfan Tınaz             |      | (* 1929 in Istanbul) Admiral | Turgut Özal              | 22. Aug. 1988 |
| 22. Aug. 1988 | Sabri Yirmibeşoğlu      |      | (* 1928 in Foça), ehemaliger Generalsekretär des Millî Güvenlik Kurulu, zu Beginn des Jahres 1950 wurde er in Çankırı in der Asymmetrischen Kriegführung unterwiesen, was im Rassismus-Turanismus-Verfahren nicht als illegal festgestellt wurde. Von 1950 bis 1957 war er Mitglied der Präsidentengarde am Anıtkabir. Ab November 1955 studierte er an der Militärakademie, In Neapel absolvierte er ein NATO-Fortbildungsprogramm und wurde in Zypern stationiert, 1964 war er im Befehlsstand der Alliierten Streitkräfte Südosteuropa in Izmir stationiert. Bis 1971 wurde er beim Nordatlantikrat in Brüssel mit dem Unterhalt von Kernwaffen beschäftigt, 1971: Brigadegeneral, 1974: Bei der Operation Atilla wurde seine Gefolgschaft, die Turkish Resistance Organisation als führende Organisationen des zivilen Widerstand in Zypern tituliert. Am 23. September 2010 erläuterte Sabri Yirmibeşoğlu gegenüber Habertürk TV, dass im Rahmen von psychologischer Kriegsführung beispielsweise eine Moschee angezündet würde. Auf die Nachfrage des Habertürk-Korrespondenten „Sie verbrennen die Moschee?“ antwortete er „Zum Beispiel, …“ Am 24. September 2010 erklärte Sabri Yirmibeşoğlu, dass er von Habertürk TV missverstanden wurde. Die Omeriye-Moschee in Nikosia war in Brand gesteckt worden. Am 23. April 1962 waren die Rechtsanwälte Ahmed Muzaffer Gurkan und Ayhan Hikmet, Eigentümer und Gründer der türkisch-zypriotischen Wochenzeitung Cumhuriyet, welche sich für eine Zusammenarbeit von Griechen und Türken verwandten, von der Turkish Resistance Organisation ermordet worden. 1974 war Sabri Yirmibeşoğlu Vorsitzender der speziellen Kriegsführungs-Abteilung und berichtete Ministerpräsident Ecevit. Anschließend war Sabri Yirmibeşoğlu 1978 Vorsitzender einer NATO-Nachrichtenstruktur. 1982 bis 1983 war er Ministerialdirigent im Verteidigungsministerium, 1984 bis 1986 war er Mitglied im Generalstab, 22. August 1988 bis 30. August 1990: Generalsekretär des Millî Güvenlik Kurulu, 1991: Versetzung in den Ruhestand. | Turgut Özal              | 30. Aug. 1990 |
| 21. Aug. 1990 | Nezihi Çakar            |      | General | Yıldırım Akbulut         | 30. Aug. 1992 |
| 21. Aug. 1992 | Ahmet Çörekçi           |      | (* 1932 in Osmancık) ehemaliger Kommandant der Türkischen Luftstreitkräfte, verheiratet, zwei Kinder, 1955: Fähnrich der Militärakademie, 1968: Studium an der Militärakademie. 1978 - 1982 und 1982: Brigadegeneral, 1986–1986: Generalmajor, 1992–1997: Generalleutnant, 1992: General. Im Zusammenhang mit dem Militärputsch in der Türkei 1997 wurde gegen ihn ermittelt und er wurde in Haft genommen, im September 2013 entschied ein Richter, dass er während des Gerichtsverfahrens auf freiem Fuß sein dürfe. | Süleyman Demirel         | 9. Aug. 1993  |
| 22. Aug. 1993 | Doğan Bayazıt           |      | General | Tansu Çiller             | 17. Aug. 1995 |
| 17. Aug. 1995 | İlhan Kılıç             |      | Armeegeneral, Türkische Luftstreitkräfte | Tansu Çiller             | 27. Aug. 1997 |
| 27. Aug. 1997 | Ergin Celasin           |      | Armeegeneral, Türkische Luftstreitkräfte | Mesut Yılmaz (Politiker) | 24. Aug. 1999 |
| 27. Aug. 1999 | Cumhur Asparuk          |      | Armeegeneral, Türkische Luftstreitkräfte | Kabinett Ecevit V        | 26. Aug. 2001 |
| 26. Aug. 2001 | Tuncer Kılınç           |      | (* 1940 in Istanbul) ehemaliger türkischer Armeegeneral, Generalsekretär des Millî Güvenlik Kurulu, 1960: Abitur Militärakademie, 1973: Studium Militärakademie, 30 im August 1999 – 30. August 2001: Befehlshaber der 3. Armee (Türkei), 2001: Generalsekretär des Millî Güvenlik Kurulu. Reserviert gegenüber der EU. Ab 7. Januar 2009 wurde im Rahmen des Verfahrens gegen Ergenekon gegen ihn ermittelt, am 5. August 2013 wurde er zu 13 Jahren und 2 Monaten Haft verurteilt. | Kabinett Ecevit V        | 26. Aug. 2003 |
| 26. Aug. 2003 | Şükrü Sarıışık          |      | 26. August 2004 – 30. August 2006: Befehlshaber der 2. Armee (Türkei) | Recep Tayyip Erdoğan     | 16. Aug. 2004 |
| 1. Okt. 2004  | Mehmet Yiğit Alpogan    |      | (* 1945 in Ödemiş) ist verheiratet und hat zwei Kinder. Studium der Politikwissenschaft an der Universität Ankara, wo er 1967 promoviert wurde, 1968: Eintritt in den auswärtigen Dienst, 1972: Botschaft in Tokio, 1975: Botschaft in Nordnikosia, 1978: Ankara, 1979: Genf, 1985: Gesandtschaftssekretär erster Klasse in Den Haag, 30. Juni 1995–1998: Botschafter in Aşgabat, 1998: Leitung der Abteilung bilaterale politische Angelegenheiten, 2000: stellvertretender Sekretär des Außenministeriums, 2001–2004:Botschafter in Athen, Im Rahmen der Zivilisierungsvorstellung der EU erhielt er als erster Zivilist den Posten des Generalsekretärs des Nationalen Sicherheitsrates, 2007–2010: Ambassador to the Court of St. James, 2010: Versetzung in den Ruhestand. | Recep Tayyip Erdoğan     | 16. Juli 2007 |
| 1. Nov. 2007  | Tahsin Burcuoğlu        |      | (* 28. Februar 1949 in Bandırma) 1967: Abitur: St. Joseph High School (Istanbul), 1971: Studium der Politikwissenschaft an der Universität Ankara, 1973: Eintritt in den auswärtigen Dienst, 1997–2001: Botschafter in Sofia, 2001–2002: Mitglied des Aufsichtsrats, 2002–2004 Generaldirektor Bilaterales, 2004–2007: Botschafter in Athen, 2007–2010: Generalsekretär des Millî Güvenlik Kurulu, 1. Februar 2010 – 14. Februar 2014 Botschafter in Paris. 28. Februar 2014: Versetzung in den Ruhestand. | Recep Tayyip Erdoğan     | 25. Jan. 2010 |
| 1. Apr. 2010  | Serdar Kılıç            |      | (* 28. März 1958 in Istanbul) 1980: Abitur TED Ankara College Foundation Schools, Studium der Politikwissenschaft an der Universität Ankara, trat 1984 in den auswärtigen Dienst, 2008–2010: Botschafter in Beirut, 27. April 2012 bis 16. April 2014: Botschafter in Tokyo, April 2014: Botschafter in Washington, D.C. | Recep Tayyip Erdoğan     | 26. Apr. 2012 |
| 27. Apr. 2012 | Muammer Türker          |      | (* 1963 in Kırıkkale), verheiratet und hat drei Kinder, 1986: Studium der Politikwissenschaft an der Universität Ankara. 22. Dezember 2008 Gouverneur von Hakkâri 27. April 2012: Generalsekretär des Millî Güvenlik Kurulu. 15. September 2014: Gouverneur von Antalya. | Recep Tayyip Erdoğan     | 25. Sep. 2014 |
| 16. Sep. 2014 | Seyfullah Hacımüftüoğlu |      | * 1960 in Trabzon | Recep Tayyip Erdoğan     |               |